# 比斯特日采河
50°8′59″N 15°27′59″E / 50.14972°N 15.46639°E

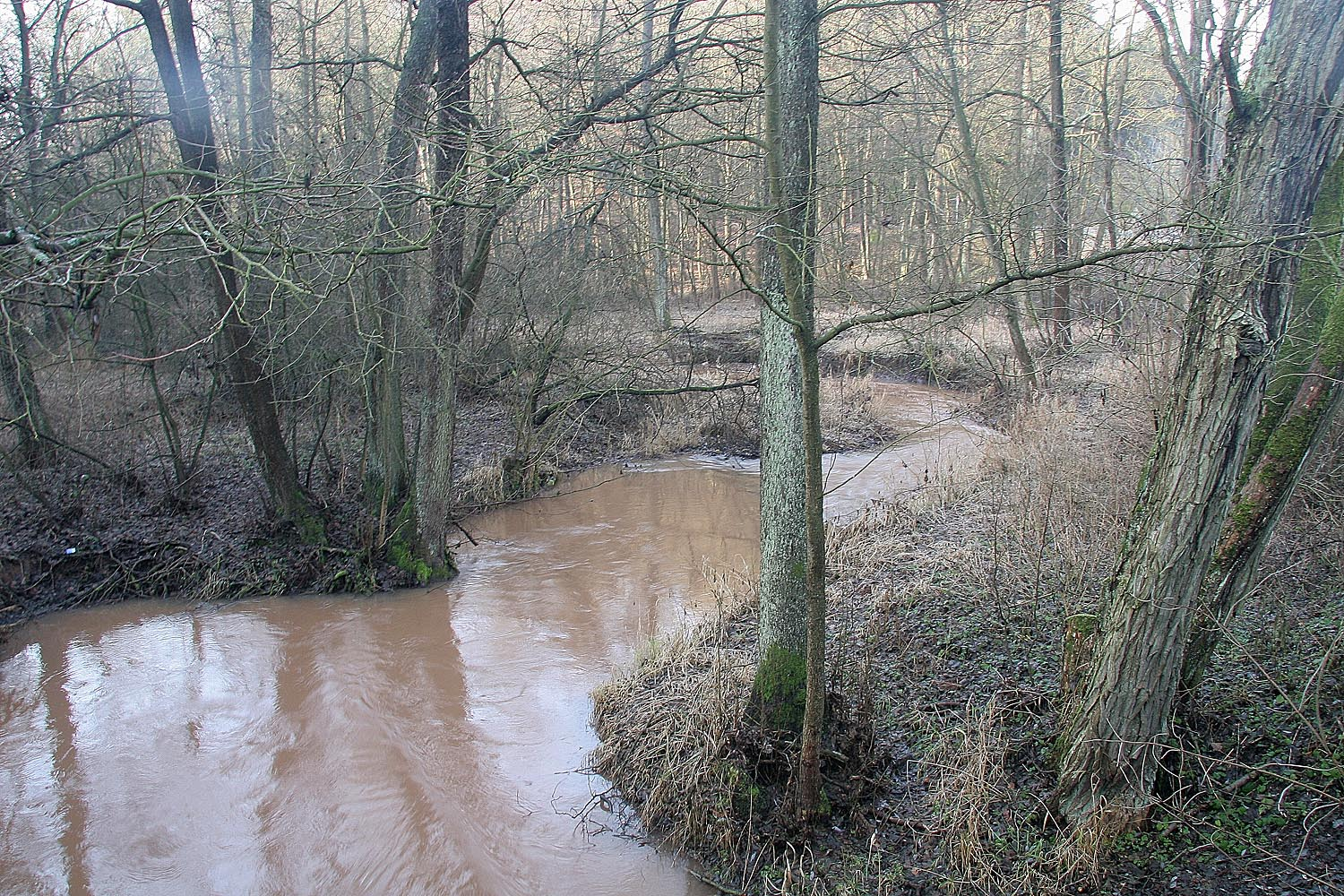

比斯特日采河是捷克的河流，屬於齊德利納河的左支流，河道全長62.7公里，流域面積379平方公里，河口處在齊德利納河畔赫盧梅茨。